# Sivriada
Ne doit pas être confondu avec Oxia.
Sivriada (en grec, Okseia ou Oxia) est une des îles de l'archipel des îles des Princes à Istanbul. Elle est actuellement déserte. 
L'île a souvent été utilisée par les religieux byzantins comme un lieu de culte calme et reculé, ainsi que par les empereurs byzantins comme une prison convenable pour détenir des personnes importantes qui leur semblaient gênantes.
Le premier homme célèbre à avoir été emprisonné sur l'île sur ordre de l'empereur Nicéphore fut Platon de Sakkoudion, oncle du célèbre clerc Théodore Studite, pour la publication de livres de l'antiquité païenne.
D'autres personnes célèbres qui séjournèrent sur l'île pour des raisons religieuses et politiques furent Gebon, Basileios Skleros, Niképhoritzès (proche serviteur de Michel VII Doukas), le patriarche Jean de Constantinople et le patriarche Michel II Courcouas de Constantinople. 
Les tombes de ceux qui moururent sur l'île au cours de la période byzantine sont encore visibles aujourd'hui.
Les ruines d'une colonie romaine et d'un monastère byzantin du IXe siècle sont encore visibles sur la rive, près de la maison, un petit quai qui est souvent utilisé par les yachts. Les bâtiments les plus importants sur l'île ont été construits au IXe siècle apr. J.-C., y compris une église, une chapelle dédiée aux martyrs religieux, un monastère situé sur l'extrémité orientale (dont les murs sont encore visibles aujourd'hui) et une citerne dans le centre de l'île (dont une partie est encore visible).

## Canicide de 1910

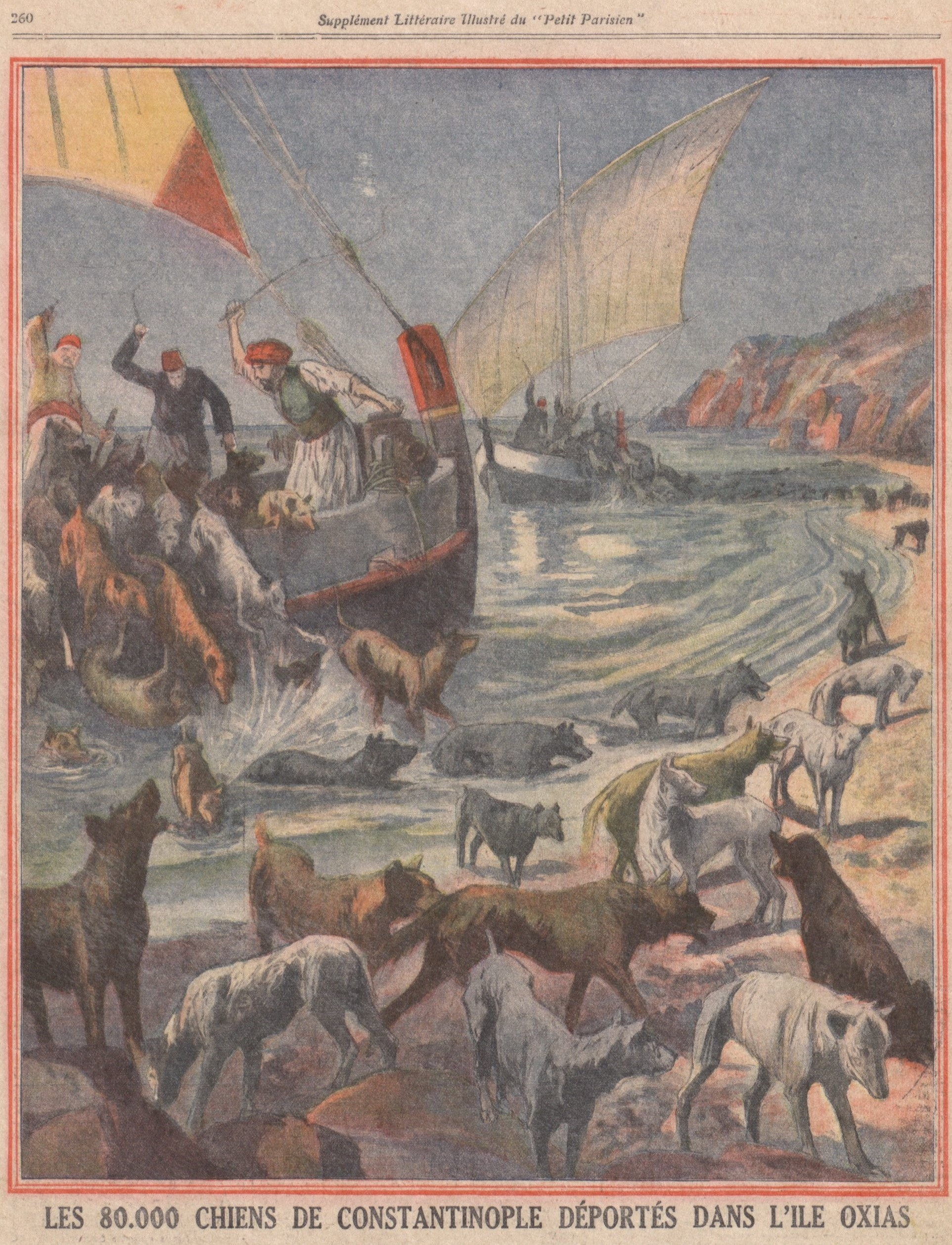
Les chiens abandonnés sur l'île de Sivriada. Le Petit Parisien, 7 août 1910.

Dans un souci hygiéniste, le gouverneur d'Istanbul ordonna, en 1910, un canicide : la déportation sur l'île des chiens des rues d'Istanbul, alors en très grand nombre. De 30 000 à 60 000 chiens y furent donc amenés et livrés à leur sort. Privés d'eau et de nourriture, ils vont s'entredévorer et mourir un à un. C'est le sujet du court-métrage, métaphore du génocide arménien, Chienne d'histoire de Serge Avédikian, Palme d'Or du court-métrage au festival de Cannes 2010 et le point de départ de l'histoire du film Isle of Dogs de Wes Anderson.